# یوتو ۲
یوتو ۲ (به چینی: 玉兔二號 / 玉兔二号) و (انگلیسی: Yutu-2) یک ماه‌نورد رباتیک است که بخشی از مأموریت چینی چانگ ای ۴ به ماه را تشکیل می‌دهد. این ماه‌نورد در ۷ دسامبر ۲۰۱۸، ساعت ۱۸:۲۳ UTC راه‌اندازی شد و در ۱۲ دسامبر ۲۰۱۸ وارد مدار ماه شد. در ۳ ژانویه ۲۰۱۹ یوتو ۲ نخستین فرود نرم را در سمت پنهان ماه انجام داد و در حال حاضر به عنوان اولین ماه‌نورد در سمت دور ماه به صورت عملیاتی قرار گرفته‌است.
یوتو ۲ تا ۷ فوریه ۲۰۲۱، به پیمودن مسافت ۶۲۸٫۵ متر (۲٬۰۶۲ فوت) در امتداد سطح ماه مشغول بوده‌است.